# Ankele
Ankele je priimek v Sloveniji, ki ga je po podatkih Statističnega urada Republike Slovenije na dan 1. januarja 2010 uporabljalo  13 oseb in je med vsemi priimki po pogostosti uporabe uvrščen na 16.346. mesto. 

## Znani nosilci priimka
- Majda Ankele (*1940), alpska smučarka